# Dänische Männer-Handballnationalmannschaft

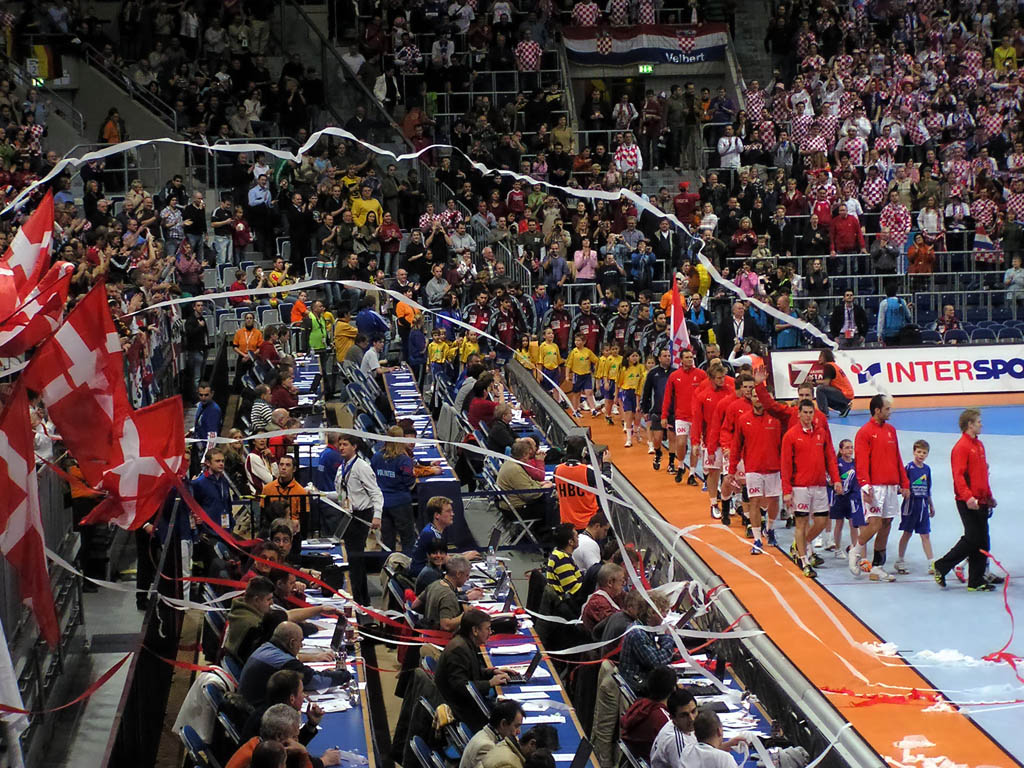
Einmarsch der dänischen Nationalmannschaft in die SAP-Arena zum Spiel Dänemark – Kroatien bei der WM 2007

Die dänische Männer-Handballnationalmannschaft repräsentiert den Handballverband Dänemarks als Auswahlmannschaft auf internationaler Ebene bei Länderspielen im Handball gegen Mannschaften anderer nationaler Verbände. 2016 und 2024 wurde sie Olympiasieger, 2019, 2021, 2023 und 2025 Weltmeister sowie 2008 und 2012 Europameister.

## Geschichte
Am 20. August 1934 bestritt Dänemark sein erstes Feldhandball-Länderspiel in Kopenhagen, welches gegen das Deutsche Reich mit 5:16 verloren ging. Das nächste Länderspiel bestritt Dänemark am 8. März 1935, das als erstes Hallenhandball-Länderspiel in die Geschichte einging. In dieser Begegnung unterlag Dänemark mit 12:18 gegen Schweden.
Auf die Teilnahme an den Olympischen Spielen 1936 im Deutschen Reich verzichtete Dänemark. Auslöser dieser Entscheidung war die Aussage vom Reichspropagandaminister Joseph Goebbels, dass Deutschland der Erfinder des Handballspiels sei. Bei den nächsten beiden Großereignissen im Handball, der Hallenhandball-Weltmeisterschaft 1938 sowie der Feldhandball-Weltmeisterschaft 1938, trat die dänische Auswahl an.
Auch nach der Besetzung von Dänemark durch Deutschland im Jahre 1940 fanden weiterhin Länderspiele mit dänischer Beteiligung statt. Nach Beendigung des Zweiten Weltkrieges richtete der neue Weltverband IHF wieder Weltmeisterschaften aus, die in der Halle sowie bis 1966 auf dem Großfeld ausgespielt wurden. Dänemark nahm regelmäßig an den Weltmeisterschaften teil und verbuchte 1967 mit dem Vizetitel den zum damaligen Zeitpunkt größten Erfolg.
Im Jahr 1990 konnte sich die Nationalmannschaft erstmals nicht für eine WM qualifizieren. In den folgenden Jahren, bei denen auch erstmals die Europameisterschaft ausgespielt wurde, belegten die Dänen entweder einen Platz fernab der Medaillenränge oder sie verpassten die Qualifikation. Erst nach Beginn des neuen Jahrtausends gelang es den Dänen bei der EM 2002 nach über 35 Jahren wieder einen Podestplatz zu erringen. In den folgenden Jahren etablierte sich das Team in der Weltspitze und gewann bei der EM 2008 seinen ersten Titel. Weitere Erfolge waren der Gewinn der Europameisterschaft 2012 sowie die zweiten Plätze bei den Weltmeisterschaften 2011 und 2013 und der Europameisterschaft 2014. 2016 und 2024 wurde die Mannschaft Olympiasieger sowie 2019, 2021, 2023 und 2025 als bisher einziges Team viermal hintereinander Weltmeister.

## Teilnahme bei internationalen Meisterschaften

### Weltmeisterschaften
- Weltmeisterschaft 1938: 04. Platz
- Weltmeisterschaft 1954: 05. Platz
- Weltmeisterschaft 1958: 04. Platz
- Weltmeisterschaft 1961: 05. Platz
- Weltmeisterschaft 1964: 07. Platz
- Weltmeisterschaft 1967:  02. Platz
- Weltmeisterschaft 1970: 04. Platz
- Weltmeisterschaft 1974: 08. Platz
- Weltmeisterschaft 1978: 04. Platz
- Weltmeisterschaft 1982: 04. Platz
- Weltmeisterschaft 1986: 08. Platz
- Weltmeisterschaft 1990: nicht qualifiziert
- Weltmeisterschaft 1993: 09. Platz
- Weltmeisterschaft 1995: 19. Platz
- Weltmeisterschaft 1997: nicht qualifiziert
- Weltmeisterschaft 1999: 09. Platz
- Weltmeisterschaft 2001: nicht qualifiziert
- Weltmeisterschaft 2003: 09. Platz
- Weltmeisterschaft 2005: 13. Platz
- Weltmeisterschaft 2007:  03. Platz
- Weltmeisterschaft 2009: 04. Platz
- Weltmeisterschaft 2011:  02. Platz
- Weltmeisterschaft 2013:  02. Platz
- Weltmeisterschaft 2015: 05. Platz
- Weltmeisterschaft 2017: 10. Platz
- Weltmeisterschaft 2019:  01. Platz (Weltmeister)
- Weltmeisterschaft 2021:  01. Platz (Weltmeister)
- Weltmeisterschaft 2023:  01. Platz (Weltmeister)
- Weltmeisterschaft 2025:  01. Platz (Weltmeister)
- Weltmeisterschaft 2027: qualifiziert als Titelverteidiger
- Weltmeisterschaft 2031: qualifiziert als Co-Gastgeber

#### B- und C-Weltmeisterschaften
Viermal nahm Dänemark an einer B-Weltmeisterschaft teil, die bis 1992 als Qualifikation für eine Weltmeisterschaft diente. In die C-Klasse stieg das Team nie ab.
- B-Weltmeisterschaft 1981: 4. Platz (von 12 Mannschaften), qualifiziert für WM 1982
- B-Weltmeisterschaft 1987: 7. Platz (von 16 Mannschaften)

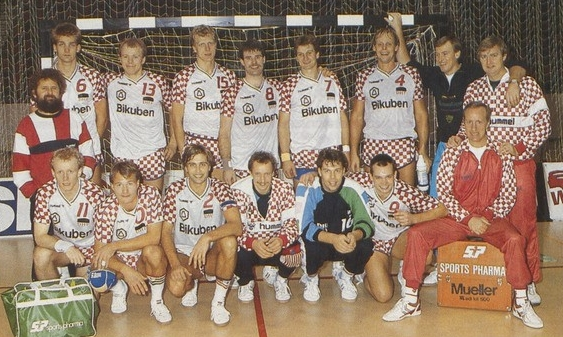
Die dänische Auswahl vor der B-Weltmeisterschaft 1989.

- B-Weltmeisterschaft 1989: 7. Platz (von 16 Mannschaften)
- B-Weltmeisterschaft 1992: 5. Platz (von 16 Mannschaften), qualifiziert für WM 1993

### Europameisterschaften
- Europameisterschaft 1994: 04. Platz
- Europameisterschaft 1996: 12. Platz
- Europameisterschaft 2000: 10. Platz
- Europameisterschaft 2002:  03. Platz
- Europameisterschaft 2004:  03. Platz
- Europameisterschaft 2006:  03. Platz
- Europameisterschaft 2008:  01. Platz (Europameister)
- Europameisterschaft 2010: 05. Platz
- Europameisterschaft 2012:  01. Platz (Europameister)
- Europameisterschaft 2014:  02. Platz
- Europameisterschaft 2016: 06. Platz
- Europameisterschaft 2018: 04. Platz
- Europameisterschaft 2020: in der Vorrunde ausgeschieden
- Europameisterschaft 2022:  03. Platz
- Europameisterschaft 2024:  02. Platz
- Europameisterschaft 2026: qualifiziert (als Co-Organisator)

### Olympische Spiele
- Olympische Spiele 1972: 13. Platz
- Olympische Spiele 1976: 08. Platz
- Olympische Spiele 1980: 09. Platz
- Olympische Spiele 1984: 04. Platz
- Olympische Sommerspiele 1988–2004: nicht qualifiziert
- Olympische Spiele 2008: 07. Platz
- Olympische Spiele 2012: Viertelfinale
- Olympische Spiele 2016:  01. Platz (Olympiasieger)
- Olympische Spiele 2020:  02. Platz
- Olympische Spiele 2024:  01. Platz (Olympiasieger)

## Weitere Turnierteilnahmen
(Auswahl)

### World Cup
Beim World Cup (1971–2010) in Schweden sowie teilweise in Norwegen und Deutschland, erreichte die Auswahl folgende Platzierungen:
- World Cup 1979: 5. Platz
- World Cup 1984: 2. Platz
- World Cup 1988: 8. Platz
- World Cup 1992: 5. Platz
- World Cup 2002: 2. Platz
- World Cup 2004: 2. Platz
- World Cup 2006: 4. Platz
- World Cup 2010: 1. Platz

### Supercup
Beim Supercup (1979–2015) in Deutschland erreichte die Auswahl folgende Platzierungen:
- Supercup 1985: 7. Platz
- Supercup 1999: 4. Platz
- Supercup 2001: 5. Platz
- Supercup 2009: 2. Platz
- Supercup 2011: 3. Platz

### Golden League
Bei der Golden League, einem Vier-Nationen-Turnier ausgetragen in Dänemark, Norwegen und Frankreich, erreichte die Auswahl folgende Platzierungen:
- Golden League 2013/14:
  - 1. Turnier: 1. Platz
  - 2. Turnier: 1. Platz
  - 3. Turnier: 3. Platz
- Golden League 2015/16:
  - 1. Turnier: 1. Platz
  - 2. Turnier: 2. Platz
  - 3. Turnier: nicht ausgetragen
- Golden League 2017/18:
  - 1. Turnier: 1. Platz
  - 2. Turnier: 2. Platz
  - 3. Turnier: 2. Platz
- Golden League 2019/20:
  - 1. Turnier: 3. Platz
  - 2. Turnier: 2. Platz
  - 3. Turnier: nicht ausgetragen
- Golden League 2021/22:
  - 1. Turnier: 1. Platz
  - 2. Turnier: nicht ausgetragen
  - 3. Turnier: 2. Platz

### Sonstige
- Bei der Jugoslawien-Trophäe (1960–1990) in Jugoslawien erreichte die Auswahl 1962 bei ihrer einzigen Teilnahme den 3. Platz.
- Beim Ostseepokal (1968–1989) in verschiedenen Ländern des Ostseeraumes wurde Dänemark 1986 Dritter.
- Beim Torneo Internacional de España nahm Dänemark 1987 und 1996 teil und belegte jeweils den 4. Platz.
- Im Jahr 1988 gewann das Team das Handball-Vierländerturnier in der Schweiz.
- Beim Karpatenpokal (seit 1959) in Rumänien erreichte die Auswahl 1992 den Turniersieg und 1996 den 3. Platz.
- Beim Yellow Cup in der Schweiz erreichte die Auswahl 1999 den 3. Platz.
- Beim Eurotournoi in Frankreich, einem Turnier für vier Nationalmannschaften ausgetragen in den Jahren Olympischer Sommerspiele, belegte Dänemark 2016 den zweiten Platz.
- Beim Gjensidige Cup in Norwegen wurde die Auswahl 2018 Zweite.

## Spieler und Trainer

### Aktueller Kader
| Nr. | Spieler                   | Geburtstag | Alter | Position        | Größe  | Verein                 | Lsp. | Tore |
| --- | ------------------------- | ---------- | ----- | --------------- | ------ | ---------------------- | ---- | ---- |
| 12  | Emil Nielsen              | 10.03.1997 | 28    | Torhüter        | 1,95 m | FC Barcelona           | 52   | 6    |
| 20  | Kevin Møller              | 20.06.1989 | 36    | Torhüter        | 2,00 m | SG Flensburg-Handewitt | 82   | 7    |
| 4   | Magnus Landin Jacobsen    | 20.08.1995 | 29    | Linksaußen      | 1,97 m | THW Kiel               | 145  | 265  |
| 7   | Emil Manfeldt Jakobsen    | 24.01.1998 | 27    | Linksaußen      | 1,90 m | SG Flensburg-Handewitt | 82   | 267  |
| 3   | Niclas Kirkeløkke         | 26.03.1994 | 31    | Rechtsaußen     | 1,95 m | SG Flensburg-Handewitt | 91   | 174  |
| 26  | Jóhan á Plógv Hansen      | 01.05.1994 | 31    | Rechtsaußen     | 1,90 m | SG Flensburg-Handewitt | 93   | 171  |
| 15  | Magnus Saugstrup          | 12.07.1996 | 29    | Kreisläufer     | 1,95 m | SC Magdeburg           | 92   | 196  |
| 25  | Lukas Lindhard Jørgensen  | 31.03.1999 | 26    | Kreisläufer     | 1,94 m | SG Flensburg-Handewitt | 43   | 128  |
| 33  | Emil Bergholt             | 25.08.1997 | 27    | Kreisläufer     | 1,90 m | Skjern Håndbold        | 5    | 6    |
| 34  | Simon Hald Jensen         | 28.09.1994 | 30    | Kreisläufer     | 2,03 m | Aalborg Håndbold       | 97   | 100  |
| 11  | Rasmus Lauge Schmidt      | 20.06.1991 | 34    | Rückraum Mitte  | 1,95 m | Bjerringbro-Silkeborg  | 175  | 435  |
| 19  | Mathias Gidsel            | 08.02.1999 | 26    | Rückraum rechts | 1,90 m | Füchse Berlin          | 79   | 448  |
| 21  | Henrik Møllgaard Jensen   | 02.01.1985 | 40    | Rückraum links  | 1,96 m | Aalborg Håndbold       | 226  | 182  |
| 22  | Mads Mensah Larsen        | 12.08.1991 | 34    | Rückraum Mitte  | 1,88 m | SG Flensburg-Handewitt | 204  | 327  |
| 28  | Lasse Bredekjær Andersson | 11.03.1994 | 31    | Rückraum links  | 1,96 m | Füchse Berlin          | 72   | 83   |
| 32  | Jacob Holm                | 05.09.1995 | 29    | Rückraum links  | 1,95 m | Paris Saint-Germain    | 83   | 212  |
| 42  | Thomas Sommer Arnoldsen   | 11.01.2002 | 23    | Rückraum Mitte  | 1,94 m | Aalborg Håndbold       | 17   | 45   |
| 43  | Simon Pytlick             | 11.12.2000 | 24    | Rückraum Mitte  | 1,93 m | SG Flensburg-Handewitt | 46   | 206  |
| 45  | Emil Wernsdorf Madsen     | 01.01.2001 | 24    | Rückraum rechts | 1,94 m | THW Kiel               | 16   | 31   |

### Bisherige Nationaltrainer
- Aksel Pedersen (1938–1961)
- Henry Larsen (1961–1962)
- Steen Pedersen (1962–1964)
- Gunnar Black Petersen (1964–1966)
- Bent Jakobsen (1966–1970)
- Knud Knudsen (1970)
- Flemming Mollerup Blach (1970)
- John Bjørklund (1971–1972)
- Jørgen Gaarskjær (1972–1976)
- Leif Mikkelsen (1976–1987)
- Anders Dahl-Nielsen (1987–1992)
- Ole Andersen (1992–1993)
- Keld Nielsen (1993)
- Ulf Schefvert (1993–1997)
- Keld Nielsen (1997–1999)
- Leif Mikkelsen (1999–2000)
- Torben Winther (2000–2005)
- Ulrik Wilbek (2005–2014)
- Guðmundur Guðmundsson (2014–2017)[9]
- Nikolaj Bredahl Jacobsen (seit 2017, Vertrag bis 2030)

### Spielerrekorde
Aktive Spieler sind grün hinterlegt. Stand: 12. August 2024.
| Rang | Spieler                 | Spiele | Tore |
| ---- | ----------------------- | ------ | ---- |
| 1.   | Lars Christiansen       | 338    | 1503 |
| 2.   | Hans Lindberg           | 308    | 809  |
| 3.   | Niklas Landin Jacobsen  | 283    | 013  |
| 4.   | Mikkel Hansen           | 276    | 1387 |
| 5.   | Lasse Svan              | 246    | 572  |
| 6.   | Bo Spellerberg          | 245    | 332  |
| 7.   | Michael V. Knudsen      | 244    | 797  |
| 8.   | Peter Michael Fenger    | 234    | 541  |
| 9.   | Erik Veje Rasmussen     | 233    | 1015 |
| 10.  | Henrik Møllgaard Jensen | 226    | 182  |

| Rang | Spieler                  | Spiele | Tore |
| ---- | ------------------------ | ------ | ---- |
| 1.   | Lars Christiansen        | 338    | 1503 |
| 2.   | Mikkel Hansen            | 276    | 1387 |
| 3.   | Erik Veje Rasmussen      | 233    | 1015 |
| 4.   | Hans Lindberg            | 308    | 809  |
| 5.   | Michael V. Knudsen       | 244    | 797  |
| 6.   | Anders Dahl-Nielsen      | 209    | 610  |
| 7.   | Christian Hjermind       | 170    | 595  |
| 8.   | Nikolaj Bredahl Jacobsen | 148    | 584  |
| 9.   | Anders Eggert            | 160    | 581  |
| 10.  | Lasse Svan               | 246    | 572  |

### Weitere bekannte ehemalige Spieler
- Morten Bjerre
- Lasse Boesen
- Joachim Boldsen
- Klavs Bruun Jørgensen
- Michael Bruun Pedersen
- Ian Marko Fog
- Søren Haagen
- René Hamann-Boeriths
- Mikkel Hansen
- Kasper Hvidt
- Jesper Jensen
- Lars Krogh Jeppesen
- Jan Eiberg Jørgensen
- Lars Troels Jørgensen
- Torsten Laen
- Niklas Landin Jacobsen
- Nikolaj Markussen
- Thomas Mogensen
- Claus Møller Jakobsen
- Casper Ulrich Mortensen
- Kasper Nielsen
- Peter Nørklit
- Anders Oechsler
- Morten Olsen
- Lars Rasmussen
- Sørenn Rasmussen
- Boris Schnuchel
- Kasper Søndergaard
- Søren Stryger
- Henrik Toft Hansen
- René Toft Hansen
- Anders Zachariassen